# Pseudosaproecius bateke
Pseudosaproecius bateke là một loài bọ cánh cứng trong họ Bọ hung (Scarabaeidae).